# Iguanodectes purusii
Iguanodectes purusii är en fiskart som först beskrevs av Steindachner, 1908.  Iguanodectes purusii ingår i släktet Iguanodectes och familjen Characidae. Inga underarter finns listade i Catalogue of Life.